# Rio Verde (São Paulo)
O Rio Verde é um rio brasileiro do estado de São Paulo.
Nasce no município de Bom Sucesso de Itararé, sempre paralelo ao rio Itararé segue na direção norte atravessando os municípios de Itararé, Itaberá, Riversul, Itaporanga, Barão de Antonina e deságua no rio Itararé nas proximidades de Fartura. O seu percurso, muito tortuoso, tem cerca de 105 quilômetros.

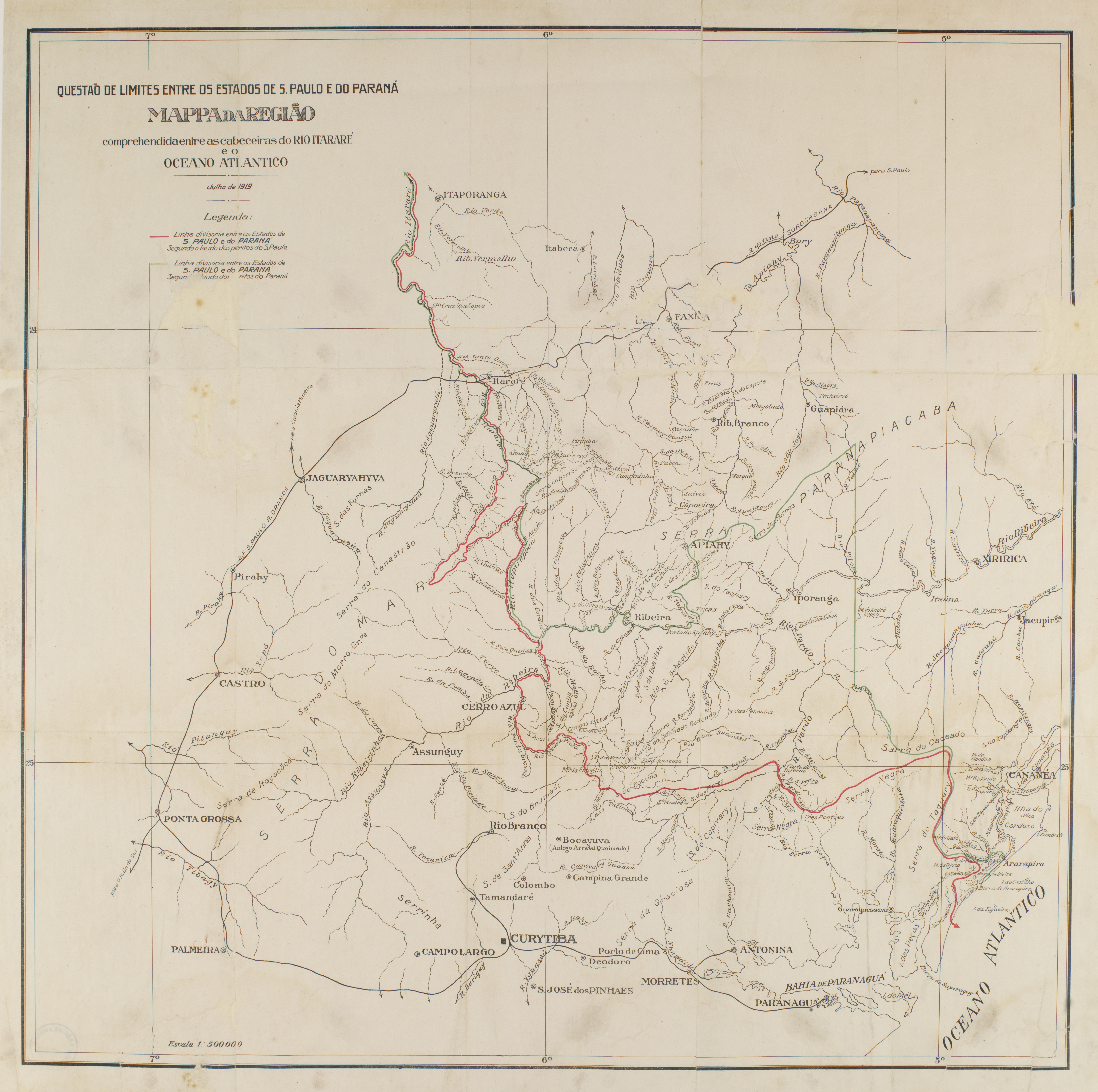
Mapa da Região compreendida entre as Cabeceiras do Rio Itararé e o Oceano Atlântico (1919), acervo Museu Paulista.